# Предок
Пре́дки — древние предшественники человека в его роде (прародители) или его соотечественники из прошлых поколений; генетические предшественники любого живого организма.
Согласно данным эволюционной биологии, виды, имеющие общего эволюционного предка, имеют общее происхождение. Однако эта концепция происхождения неприменима к некоторым бактериям и другим организмам, способным к горизонтальному переносу генов. Некоторые исследования показывают, что у среднего человека предков женского пола в два раза больше, чем предков мужского пола. Это могло быть связано с преобладанием в прошлом полигамных отношений и женской гипергамии.
В мифологии — персонажи эпохи первотворения, которые связываются с происхождением людей; в эмпирическое (профанное) время — старшие родственники, живые и умершие, воспринимаемые в качестве объекта почитания, предмета специального культа. Культ предков представляет собой систему поверий и обрядов (погребение, поминки, родительская суббота), связанных с умершими родственниками, которых почитают как защитников и покровителей рода.